# Gauliga Nordmark 1941/42
De Gauliga Nordmark 1941/42 was het negende voetbalkampioenschap van de Gauliga Nordmark. Eimsbütteler TV werd kampioen en plaatste zich voor de eindronde om de Duitse landstitel. De eindronde werd opnieuw in bekervorm gespeeld en de club verloor in de tweede ronde van Werder Bremen. 

## Eindstand
| Plaats | Club                      | Wed. | W  | G | V  | Saldo | Ptn   |
| ------ | ------------------------- | ---- | -- | - | -- | ----- | ----- |
| 1.     | Eimsbütteler TV           | 18   | 14 | 2 | 2  | 68:22 | 30:06 |
| 2.     | Hamburger SV              | 18   | 14 | 0 | 4  | 74:29 | 28:08 |
| 3.     | Kieler SV Holstein        | 18   | 11 | 0 | 7  | 52:27 | 22:14 |
| 4.     | SV Polizei Lübeck         | 18   | 7  | 4 | 7  | 47:40 | 18:18 |
| 5.     | Wehrmacht SG Schwerin     | 18   | 6  | 5 | 7  | 29:37 | 17:19 |
| 6.     | SC Victoria Hamburg       | 18   | 7  | 2 | 9  | 43:56 | 16:20 |
| 7.     | Altonaer FC 1893 Borussia | 18   | 7  | 0 | 11 | 46:58 | 14:22 |
| 8.     | FC Kilia Kiel             | 18   | 5  | 4 | 9  | 44:62 | 14:22 |
| 9.     | Wilhelmsburger FV 09      | 18   | 5  | 3 | 10 | 38:48 | 13:23 |
| 10.    | Barmbecker SG             | 18   | 3  | 2 | 13 | 21:83 | 08:28 |

|  | Kampioen |